# Sarnitsa (municipi)
Sarnitsa (búlgar: Община Сърница) és un dels municipis situats a la Província de Pazardzhik, Bulgària. El seu centre administratiu és Sarnitsa. Aquest municipi es va establir l'1 de gener de 2015.

## Geografia
El municipi es troba a la part sud de la província de Pazardzhik, la extensió de la seva superfíciees d'un total de 198,59 km². Limita amb Municipi de Velingrad al nord, el Municipi de Batak a l'est, el Municipi de Dospat de la província de Smolyan al sud-est, i els municipis de Garmen i Satovcha de la província de Blagoevgrad a la regió al sud-oest.

## Comunitats
Només hi ha tres comunitats amb població permanent: Sarnitsa, Pobit Kamak i Medeni Polyani, sent només Sarnitsa una ciutat i, per tant, la mes poblada. Aquesta regió es caracteritza per ser de majoria musulmana.